# Zantiébougou
Zantiébougou est une commune rurale malienne, chef-lieu du cercle de Bougouni et de la région de Bougouni.

## Géographie

Carte communale

La localité de Zantiébougou est située sur la route nationale RN 7 (axe Bougouni-Sikasso) à 30 km à l'est du chef-lieu régional Bougouni. 
| Kokélé              | Dogo                   | Domba, Débélin    |
| Kola, Bougouni      | Zantiébougou           | Koumantou, Kébila |
| Tiémala-Banimonotié | Bladié-Tiémala, Garalo | Défina            |

## Histoire
Selon la tradition rapportée par le chef de village, la localité a au moins quatre siècles. Elle est fondée par un chasseur du nom de Zan. Le nom originel est Zankabougou qui signifie en français : la case de Zan.

## Villages
La commune s'étend sur 40 localités relevées lors du recensement général de 2009. 
Les villages les plus peuplés sont :
- Zantiébougou (2 824 habitants)
- Toudougou Kolondie (2 151 habitants)
- Zontogola (1 539 habitants)

## Économie
La Coopérative des productrices de beurre de karité de Zantiébougou (COPROKAZAN) regroupe près de 1 500 femmes et 15 hommes.